# Europski parlament
Europski parlament (EP) jedno je od tri zakonodavna ogranka Europske unije i jedna od njezinih sedam institucija. Zajedno s Vijećem Europske unije usvaja europsko zakonodavstvo, obično na prijedlog Europske komisije. Za Europski parlament bira se 720 zastupnika. Predstavlja drugo po veličini demokratsko biračko tijelo na svijetu (nakon indijskog parlamenta) i najveće je transnacionalno demokratsko biračko tijelo na svijetu (375 milijuna birača s pravom glasa u 2009.).
Od 1979. građani Europske unije svakih pet godina općim glasanjem biraju članove Parlamenta. Odaziv birača na parlamentarnim izborima postupno se smanjivao 1979. do posljednjih izbora 2019. godine, od kada se odaziv povećao za 8 postotnih bodova i prvi put od 1994. godine popeo iznad 50%. U svim državama članicama pravo glasa za izbor zastupnika u EP stječe se s navršenih 18 godina, osim na Malti i u Austriji gdje se pravo stječe sa 16 godina i u Grčkoj sa 17.
Iako Europski parlament predstavlja zakonodavnu vlast, on kao ni Vijeće Europske unije, formalno nema pravo predlagati zakone kao što to ima većina nacionalnih parlamenata država članica.  Predlaganje zakona je prerogativ Europske komisije, a EP potvrđuje ili odbija zakonske prijedloge. Parlament je "prva institucija" Europske unije, prva se spominje u njezinim ugovorima i ima ceremonijalnu prednost pred ostalim institucijama EU-a. Dijeli jednake zakonodavne i proračunske ovlasti s Vijećem, osim o nekoliko pitanja u kojima se primjenjuju posebni zakonodavni postupci i ima jednaku kontrolu nad proračunom EU-a. Europska komisija služi kao izvršna grana EU-a i odgovorna je Parlamentu. Konkretno, Parlament može odlučiti hoće li odobriti kandidata Europskog vijeća za predsjednika Komisije i povjeren mu je zadatak odobravanja (ili odbijanja) imenovanja Komisije u cjelini. Tijekom njezinog mandata može prisiliti Komisiju da podnese ostavku usvajanjem prijedloga za izricanje nepovjerenja.
Predsjednica Europskog parlamenta je Roberta Metsola, izabrana u siječnju 2022. nakon iznenadne smrti prethodnog predsjednika Davida Sassolija. Pet najvećih skupina u Parlamentu jesu skupina Europske pučke stranke (EPP), Progresivni savez socijalista i demokrata (S&D), Renew Europe (prije ALDE), Zeleni/Europska slobodna alijansa (Zeleni - EFA) i skupina Identiteta i demokracije (ID). Posljednji izbori za Europski parlament bili su 2019. godine. 
Sjedište Parlamenta je u Strasbourgu u Francuskoj, a Glavno tajništvo Europskog parlamenta nalazi se u gradu Luxembourgu. Plenarne sjednice održavaju se u Strasbourgu i u Bruxellesu u Belgiji, dok se sastanci parlamentarnih odbora održavaju prvenstveno u Bruxellesu.

## Povijest
Kao i ostale europske institucije, tako je i Europski parlament promijenio oblik otkad je prvi puta formiran 10. rujna 1952. Parlament je jedna od najstarijih zajedničkih institucija i započeo je postojanje kao Zajednička skupština Europske zajednice za ugljen i čelik (ECSC). Bila je to savjetodavna skupština 78 imenovanih parlamentaraca izabranih iz nacionalnih parlamenata država članica koji nisu imali zakonodavne ovlasti. Promjenu u odnosu na svoje osnivanje istaknuo je profesor David Farrell sa Sveučilišta u Manchesteru: "Tijekom većeg dijela svog života Europski parlament mogao je s pravom biti označen kao" višejezična govornica."
Njegov razvoj od osnutka pokazuje kako su se strukture Europske unije razvijale bez jasnog "glavnog plana", Tom Reid iz Washington Posta je primjerice o Uniji napisao: "nitko ne bi namjerno dizajnirao vladu tako složenu i suvišnu kao EU". Čak su i dva sjedišta u Parlamentu, koja su se nekoliko puta mijenjala, rezultat različitih sporazuma ili nedostatka sporazuma. Iako bi većina zastupnika u Europskom parlamentu radije imala sjedište upravo u Bruxellesu, Francuska je na summitu Johna Majora u Edinburghu 1992. godine izborila amandman na ugovor kako bi trajno održala plenarno sjedište Parlamenta u Strasbourgu.

### Savjetodavna skupština
U izvornoj Schumanovoj deklaraciji se Europski parlament ne spominje. Pretpostavljalo se ili se nadalo da će poteškoće s britanskom otporom biti riješene kako bi Parlamentarna skupština Vijeća Europe mogla početi funkcionirati. Tijekom pregovora o Ugovoru uvedena je zasebna Skupština kao institucija koja će biti protuteža i nadzirati izvršnu vlast, a istovremeno će joj pružiti demokratski legitimitet. Tekst Pariškog ugovora pokazao je želju čelnika za povećanjem važnosti ovog tijela na nešto više od uobičajene savjetodavne skupštine, te su koristili izraz da u tijelo budu izabrani "predstavnici naroda" na izravnim izborima. Njegova rana važnost istaknuta je kada je Skupština dobila zadatak sastaviti nacrt ugovora o uspostavi Europske političke zajednice. Ovim je dokumentom 13. rujna 1952. osnovana ad hoc skupština s dodatnim članovima, ali nakon neuspjeha u osnivanju predložene Europske obrambene zajednice zbog veta Francuskog parlamenta projekt je napušten.
Unatoč tome, Europska ekonomska zajednica i Euratom osnovani su 1958. Rimskim ugovorima. Zajedničku skupštinu dijelile su sve tri zajednice (koje su imale zasebne rukovoditelje) i ona je bila preimenovana u Europsku parlamentarnu skupštinu. Prvi sastanak održan je 19. ožujka 1958. godine, sjedište je bilo u Luksemburgu, a Robert Schuman je izabran za prvog predsjednika. Dana 13. svibnja skupština se preoblikovala tako da su članovi okupljeni u skladu s političkom ideologijom, a ne nacionalnošću. Taj se trenutak smatra istinskim rođenjem modernog Europskog parlamenta, stoga je proslava 50 godina postojanja Parlamenta održana u ožujku 2008., a ne 2002.
Tri europske organizacije, Europska zajednica za ugljen i čelik, Euratom i Europska ekonomska zajednica spojile su svoje prethodno zasebne funkcije i 1967. osnovale novu organizaciju Europske zajednice, a Europska parlamentarna skupština je promijenila naziv tijela u trenutni "Europski parlament" 1962. Godine 1970. Parlament je dobio ovlasti odlučivanja o dijelovima proračuna Zajednica, koja su kasnije proširena na cijeli proračun 1975. Prema Rimskim ugovorima, Parlament je trebao biti izabran izravnim glasovanjem, međutim Vijeće je trebalo prethodno dogovoriti jedinstveni sustav glasanja, što u početku nije uspjelo. Parlament je zaprijetio da će Vijeće odvesti pred Europski sud pravde što je dovelo do kompromisa kojim će Vijeće pristati na izbore, ali pitanje sustava glasanja odgodit će se za kasniji datum.

### Parlament nakon izravnih izbora
Godine 1979. članovi Europskog parlamenta su prvi put izravno izabrani. To ga razlikuje od sličnih institucija poput Parlamentarne skupštine Vijeća Europe ili Panafričkog parlamenta. Nakon prvih izbora, Parlament je održao svoje prvo zasjedanje 11. srpnja 1979. godine, izabravši za predsjednicu europarlamentarku Simone Veil što je ujedno bila i prva žena predsjednica Parlamenta otkako je osnovan kao Zajednička skupština.
Kao izabrano političko tijelo, Parlament je započeo iznositi prijedloge koji se odnose na funkcioniranje EU. Primjerice, 1984. godine, nadahnut prethodnim radom na političkoj zajednici, izradio je "nacrt Ugovora o osnivanju Europske unije" (poznat i kao "Spinellijev plan" prema talijanskom članu Parlamenta Altieru Spinelliju). Iako nije usvojen, mnoge su ideje kasnije implementirane drugim ugovorima. Nadalje, Parlament je započeo glasovanja o kandidatima za predsjednika Komisije još od 1980-ih, prije nego što je dobio ikakvo formalno pravo veta.
Otkad je postalo izabrano tijelo, članstvo u Europskom parlamentu se proširivalo jednostavnim dodavanjem kad god su se pridružile nove nacije (članstvo je najviše prilagođeno 1994. godine nakon ponovnog ujedinjenja Njemačke). Nakon 1994. Ugovor iz Nice je nametnuo ograničenje broja izabranih članova na 732.
Kao i kod ostalih europskih institucija, sjedište Europskog parlamenta još nije bilo određeno. Privremena rješenja smještala su Parlament u Strasbourg, dok su Komisija i Vijeće imali svoja sjedišta u Bruxellesu. Želeći ga smjestiti bliže tim institucijama, godine 1985. sagrađeno je drugo sjedište Parlamenta u Bruxellesu i tamo je preseljen dio aktivnosti unatoč prosvjedima nekih država. Konačni sporazum je na posljetku postiglo Europsko vijeće 1992. godine. Izjavilo se kako će Parlament zadržati svoje službeno sjedište u Strasbourgu, gdje će se održavati dvanaest sjednica godišnje, ali sve ostale parlamentarne aktivnosti odvijat će se u Bruxellesu. Parlament je osporio ovaj aranžman o postojanju dva sjedišta, ali to je rješenje kasnije ugrađeno u Amsterdamski ugovor. Još dan danas je lokacija Europskog parlamenta izvor spora.
Parlament je dobivao sve veće ovlasti novim ugovorima i produženjem redovnog zakonodavnog postupka (tada se zvao postupak suodlučivanja) a 1999. Parlament je iznudio ostavku Santerove komisije. Istovremeno je i odbio odobriti proračun Zajednice zbog optužbi za prijevaru i loše upravljanje u Komisiji. Dvije glavne stranke su prvi put tijekom krize poprimile dinamiku vlasti i oporbe koja je završila tako što je Komisija masovno podnijela ostavku, što je bila prva prisilna ostavka zbog pritiska Parlamenta.

### Pritisak Parlamenta na Europsku komisiju
Godine 2004. održani su izbori za Europski parlament, ujedno i najveći transnacionalni izbori u povijesti, i unatoč tome što je Europsko vijeće izabralo predsjednika iz najveće političke skupine (EPP), parlament je ponovno izvršio pritisak na Komisiju. Tijekom parlamentarnih saslušanja predloženih povjerenika, europarlamentarci su izrazili sumnju glede nekih kandidata u odboru za građanske slobode i odbacili nominaciju Rocca Buttiglionea za mjesto povjerenika za pravdu, slobodu i sigurnost zbog njegovih stavova o homoseksualnosti. To je bio prvi put da je parlament ikad glasovao protiv novog povjerenika i unatoč Barrosovom inzistiranju na Buttiglioneovoj nominaciji, parlament je natjerao Buttiglionea da se povuče. Brojni drugi povjerenici također su se povući ili biti preraspoređeni prije nego što je Parlament dopustio Barrosovoj komisiji da preuzme dužnost.

Zajedno s produljenjem redovnog zakonodavnog postupka, Parlament je u svom demokratskom mandatu dobio veću kontrolu nad zakonodavstvom nasuprot ostalih institucija. Glasujući o Bolkesteinovoj direktivi 2006. godine, Parlament je velikom većinom glasovao za preko 400 amandmana koji su promijenili temeljno načelo zakona. Financial Times opisao ga je sljedećim izrazima:
Godine 2007. povjerenik za pravosuđe Franco Frattini prvi je put uključio Parlament u razgovore o drugom schengenskom informacijskom sustavu, iako su europarlamentarci trebali biti konzultirani samo o dijelovima paketa. Nakon tog eksperimenta, Frattini je naznačio da bi želio uključiti Parlament u sva pitanja pravosuđa i kaznena pitanja, neformalno preuzimajući nove ovlasti koje bi se kasnije formalizirale kroz izglasavanje Lisabonskog ugovora. Između 2007. i 2009., posebna radna skupina za parlamentarnu reformu provela je niz promjena kako bi modernizirala instituciju, primjerice, članovi Parlamenta su dobili više vremena za intervencije za govornicom, došlo je do povećanja suradnje među odborima i izglasane su druge reforme u cilju povećanja učinkovitosti.

### Novija povijest
Lisabonski ugovor je stupio na snagu 1. prosinca 2009. godine dodijelivši Parlamentu ovlasti nad cjelokupnim proračunom EU-a, čime su zakonodavne ovlasti Parlamenta izjednačene s ovlastima Vijeća Europe u gotovo svim područjima, a imenovanje predsjednika Komisije postalo je uvjetovano rezultatima parlamentarnih izbora.
Barroso je dobio potporu Europskog vijeća za drugi mandat i osigurao većinsku potporu Parlamenta u rujnu 2009. Parlament je glasao s 382 glasa za i 219 glasova protiv (117 suzdržanih) uz potporu Europske pučke stranke, Europskih konzervativaca i reformista i Saveza liberala i demokrata za Europu. Liberali su dali podršku tek nakon što je Barroso pristao na brojne ustupke, odustavši tako od poziva socijalista za odgodom glasanja kojima su se u prvom trenutku priklonili (EPP je Barrosa želio odobriti u srpnju te godine).
Kad je Barroso predložio svoje kandidate za svoje sljedeće povjerenstvo, ukazala se još jedna prilika za vršenje pritiska i zahtijevanje novih ustupaka. Bugarska kandidatkinja Rumiana Jeleva je nakon pritiska Parlamenta bila prisiljena odstupiti zbog kritika o njezinom neiskustvu i sukoba interesa. Imala je potporu samo EPP-a koji je započeo uzvraćati kritike kandidatima s lijevog političkog spektra prije nego što je Jeleva popustila i odstupila.
Prije konačnog glasovanja, Parlament je zatražio niz ustupaka kao dio budućeg radnog sporazuma prema novom Lisabonskom ugovoru. Zahtjevi između ostalog uključuju da će predsjednik parlamenta prisustvovati sastancima Komisije na visokoj razini. Parlament je tražio predstavnika u međunarodnim pregovorima koje vodi Komisija i pravo na informacije o sklopljenim sporazumima. Međutim, Parlament je u konačnici uspio osigurati samo mjesto promatrača na sastancima Komisije. Parlament također nije izglasao imenovanja šefova izaslanstva i posebnih predstavnika za vanjsku politiku, iako će se oni pojaviti pred parlamentom nakon što ih imenuje Visoki predstavnik za vajnjske poslove. Jedna od glavnih ovlasti koje je Parlament tražio za sebe bila je ta da Parlament od Komisije želi garanciju da će Komisija predložiti zakone kad Parlament od Komisije to zatraži. Barroso je ovo smatrao kršenjem neovisnostii Komisije, ali pristao je odgovoriti u roku od tri mjeseca. Na većinu zahtjeva već je odgovoreno pozitivno.
Tijekom osnivanja Europske službe za vanjsko djelovanje (ESVD), Parlament je koristio svoju kontrolu nad proračunom EU-a kako bi utjecao na ustroj ESVD-a. Zastupnici u Europskom parlamentu imali su za cilj povećati nadzor nad ESVD-om povezujući ga s radom Komisije i nominiranjem političkih zamjenika za Visokog predstavnika. Europarlamentarci nisu uspjeli dobiti sve što su tražili, međutim, dobili su širu financijsku kontrolu nad novim tijelom. U siječnju 2019., konzervativni europarlamentarci podržali su prijedloge za povećanje ravnopravnosti žena i borbu protiv seksualnog uznemiravanja u Europskom parlamentu.

## Ovlasti i funkcije
Europski parlament i Europsko vijeće nalik su na dva entiteta dvodomnog zakonodavnog tijela. Međutim, postoje neke razlike u odnosu na nacionalna zakonodavstva, primjerice, ni Parlament ni Vijeće nemaju moć zakonodavne inicijative (osim što Vijeće ima moć u nekim međuvladinim pitanjima). U pitanjima koja se tiču Europske ekonomske zajednice, ovo je ovlaštenje rezervirano za Europsku komisiju (izvršnu vlast). Stoga, iako Parlament može mijenjati i odbacivati zakone, ako želi iznijeti prijedlog zakona potrebno je da Komisija izradi nacrt zakona prije nego što se krene u zakonsku proceduru. Takva se procedura opravdava činjenicom da u nacionalnim zakonodavstvima država članica 85% inicijativa uvedenih bez izvršne potpore ne postaje zakon. Ipak, bivši predsjednik Parlamenta Hans-Gert Pöttering tvrdio je da, kako Parlament ima pravo tražiti od Komisije da izradi takav zakon i kako Komisija slijedi prijedloge Parlamenta, Parlament ima de facto pravo zakonodavne inicijative.
Parlament također ima jak neizravni utjecaj putem neobvezujućih rezolucija i saslušanja parlamentarnih odbora, poput "paneuropske sapunice" s tisućama novinara sa sjedištem u Bruxellesu koji svakodnevno prate politiku EU. Postoji i neizravan učinak na vanjsku politiku: Parlament mora odobriti sve potpore za razvoj, uključujući one u inozemstvu, primjerice potporu za poslijeratnu obnovu Iraka ili za prekid poticaja iranskom nuklearnom razvoju. Parlamentarna podrška bila je potrebna i za sporazum o transatlantskoj razmjeni podataka o putnicima sa Sjedinjenim Državama. Konačno, Parlament održava neobvezujuća glasovanja o novim ugovorima EU, ali ne može uložiti veto. Kad je Parlament zaprijetio rušenjem Ugovora iz Nice belgijski i talijanski parlament izjavili su da će uložiti veto na ugovor u ime Europskog parlamenta.

### Zakonodavni postupak
Sa svakim novim europskim ugovorom proširile su se ovlasti Parlamenta u smislu njegove uloge u zakonodavnim postupcima Unije. Postupak koji je polako postao dominantan je "uobičajeni zakonodavni postupak " (prethodno nazvan "postupak suodlučivanja"), koji daje ravnopravnu ulogu u procesu Parlamentu i Europskom Vijeću. Konkretno, u okviru postupka Europska komisija podnosi prijedlog Parlamentu i Vijeću koji može biti izglasan kao zakon samo ako se oba tijela slože oko teksta, što čine (ili ne) uzastopnim čitanjima do najviše tri. U prvom čitanju Parlament može uputiti amandmane Vijeću koje može usvojiti tekst s tim amandmanima ili vratiti "zajedničko stajalište". To stajalište može odobriti Parlament ili može odbiti tekst apsolutnom većinom čime odbija zakonski prijedlog ili pak može usvojiti daljnje izmjene i dopune, također apsolutnom većinom. Ako ih Vijeće ne odobri, formira se "Odbor za mirenje". Odbor se sastoji od jednakog broja članova Vijeća i i zastupnika u Europskom parlamentu koji žele postići kompromis. Jednom kada se stajalište dogovori, mora ga odobriti Parlament natpolovičnom većinom. Tome u prilog ide i mandat Parlamenta kao jedine izravno izabrane demokratske institucije koja mu je dala slobodu da ima veću kontrolu nad zakonodavstvom od ostalih institucija, primjerice kod izmjena Bolkesteinove direktive 2006.
Neka područja unutarnje politike EU regulirana se posebnim zakonodavnim postupcima, poput pravosuđa i unutarnjih poslova, proračuna i oporezivanja, te nekih područja politike, poput fiskalnih aspekata politike zaštite okoliša. U tim područjima Vijeće ili Parlament same odlučuju o zakonu. Postupak također ovisi o tome koja se vrsta institucionalnog akta koristi. Najjači akt je propis, akt ili zakon koji se izravno primjenjuje u cijelosti. Zatim postoje smjernice koje vežu pojedine države članice za određene ciljeve koje moraju postići. To čine na osnovu vlastitih zakona i stoga imaju veći manevarski prostor pri odlučivanju o njima. Odluka je instrument koji je usmjeren na određenu osobu ili skupinu i koji je izravno primjenjiv. Institucije također mogu izdavati neobvezujuće izjave, preporuke i mišljenja. Postoji još jedan dokument koji ne slijedi uobičajene postupke, tzv. "pisana izjava" koja je slična prijedlogu za rani dan koji se koristi u Westminsterskom sustavu. Riječ je o dokumentu kojeg predlaže najviše pet zastupnika u Europskoj uniji o pitanjima aktivnosti EU-a kojim se pokreće rasprava na tu temu. Dokument i njegovi predlagatelji se postave izvan ulaza glavne dvorane Parlamenta a drugi zastupnici mogu potpisati deklaraciju, a ako to učini većina, ona se prosljeđuje predsjedniku i najavljuje na plenarnom zasjedanju prije prosljeđivanja ostalim institucijama i službeno se bilježi u zapisniku.

### Proračun
Europski parlament kao zakonodavno tijelo službeno ima ovlast nad proračunom Europske unije na osnovu Proračunskih ugovora iz 1970-ih i Lisabonskog ugovora. Proračun EU podliježe jednom obliku uobičajenog zakonodavnog postupka s jednim čitanjem koja Parlamentu daje moć nad cjelokupnim proračunom (prije 2009. njegov je utjecaj bio ograničen na određena područja) ravnopravno s Europskim vijećem. Ako između njih postoji neslaganje, ono se upućuje odboru za mirenje kao i za sve zakonodavne prijedloge. Ako tekst zajedničkog mirenja ne bude odobren, Parlament može samostalno usvojiti proračun.
Parlament je također odgovoran za odbijanje prethodnih proračuna na temelju godišnjeg izvješća Europskog revizorskog suda. Do odbijanja odobrenja proračuna došlo je samo dva puta, 1984. i 1998. godine. Posljednji slučaj doveo je do ostavke Santerove komisije što dokazuje kako moć odobrenja proračuna daje Parlamentu veliki utjecaj nad Europskom komisijom. Parlament također široko koristi svoje proračunske i druge ovlasti. Primjerice, u uspostavi Europske službe za vanjsko djelovanje Parlament de facto može uložiti veto na organizacijsku strukturu ove službe jer on odobrava proračunske i kadrovske promjene.

### Kontrola izvršne vlasti
Predsjednika Europske komisije predlaže Europsko vijeće na temelju rezultata europskih parlamentarnih izbora. Taj prijedlog mora odobriti Europski parlament natpolovičnom većinom koji "bira" predsjednika u skladu s ugovorima. Po završetku izbora, predsjednik Komisije u dogovoru s državama članicama predlaže članove Komisije. Svaki kandidat dolazi na saslušanje pred parlamentarni odbor zadužen za pojedini politički segment gdje Parlament kao tijelo daje povjerenje ili odbija kandidata.
U praksi Parlament nikada nije glasao protiv predsjednika ili članova Europske komisije, premda se to činilo vjerojatnim u trenutku glasovanja o povjerenju Barrosovoj komisiji. Politički pritisak članova Parlamenta prisilio je komisiju da povuče svoj prvi prijedlog i promijeni popis kandidata kako bi bio prihvatljiviji za Parlament. Taj pritisak smatra su važnim iskorakom u povećanju političkog utjecaja Parlamenta i njegove sposobnosti da Komisiju učini više odgovornom, umjesto da vrši funkciju formalnog odobrenja kandidata bez ikakvih prigovora. Osim toga, u glasovanju o članovima Komisije eurozastupnici su glasovali i po stranačkom, a ne samo nacionalnom kjluču, unatoč čestim pritiscima nacionalnih vlada na vlastite europarlamentarce. Ova kohezija i volja za implementacijom političke moći Parlamenta osigurale su veću pozornost nacionalnih čelnika, nacionalnih institucija zemalja članica i šire javnosti što je preokrenulo prethodni trend sve manjeg odziva na europske parlamentarne izbore.
Parlament ima ovlasti i ukoriti Komisiju ako za tu odluku sakupi dvotrećinsku većinu što može iznuditi ostavku cijele Komisije s položaja. Kao i kod odobrenja, ta se moć nikada nije koristila, ali je prijetila Santerovoj komisiji koja je nakon toga sama podnijela ostavku. Postoji nekoliko drugih mehanizma kontrole nad drugim tijelima, kao što su: zahtjev Komisiji za podnošenjem izvješća Parlamentu i odgovorima na pitanja zastupnika u Europskom parlamentu, zahtjev predsjedniku Europskog vijeća za predstavljanjem vlastitog programa na početku predsjedanja Vijećem, obveza predsjednika Europskog vijeća o izvještavanju Parlamenta o odlukama nakon svakog od održanih sastanaka, pravo zastupnika u Europskom parlamentu da Komisiji podnesu zahtjev za oblikovanje zakona i politika, te pravo na ispitivanje članova svih tih institucija (tzv. " Vrijeme za povjerenstvo" koje se održava svakog utorka). Trenutno zastupnici u Europskom parlamentu mogu postaviti pitanje o bilo kojoj temi, ali u srpnju 2008. je izglasana odredba da je zastupnicima zabranjeno postavljanje uvredljivih ili osobnih pitanja.

### Nadzorne ovlasti
Parlament također ima i druge ovlasti općeg nadzora, uglavnom definirane Ugovorom iz Maastrichta. Parlament je ovlašten uspostaviti Istražni odbor, kao što je primjerice učinio tijekom epidemije kravljeg ludila što je kao rezultat imalo formiranje Europske veterinarske agencije. Parlament može pozvati druge institucije da odgovore na pitanja i ako je potrebno da ih izvedu na sud ako krše zakon ili ugovore EU. Nadalje, ima ovlasti nad imenovanjem članova Revizorskog suda te predsjednika i izvršnog odbora Europske središnje banke. Predsjednik ESB-a također je dužan podnijeti godišnje izvješće parlamentu.
Europskog pučkog pravobranitelja ("Europski ombudsman") bira Parlament koji se bavi javnim pritužbama protiv svih institucija. Peticije može podnijeti bilo koji građanin Europske unije ako je pitanje unutar područja djelovanja EU-a. Odbor za peticije raspravlja o slučajevima (oko 1500 ) koje građani ponekad sami iznose pred Parlamentom. Iako Parlament pokušava riješiti problem kao posrednik, pojedinci često pribjegavaju pravnom postupku ako je to potrebno za rješavanje građanskog spora.

## Sastav
Zastupnike Europskog parlamenta svakih pet godina bira oko 375 milijuna građana Europske unije s općim pravom glasa, a u glavnoj dvorani smješteni su prema percipiranoj pripadnosti u političkom spektru i sjede grupirani u političke skupine. Otprilike jedna trećina zastupnika su žene. Prije 1979. zastupnike su imenovali pripadajući nacionalni parlamenti.
Parlament je više puta bio predmetom kritika zbog nedovoljne zastupljenosti manjinskih skupina. U 2017. godini samo 17 zastupnika u Europskom parlamentu nisu bili bijelci, a od toga su trojica pripadali crnoj rasi, što je nerazmjerno mali broj. Prema aktivističkoj organizaciji Europska mreža protiv rasizma,  nakon izbora za Europski parlament 2019. godine samo 5% zastupnika u Europskom parlamentu bili su članovi takvih skupina, iako se procjenjuje da 10% građana Europske unije čine rasne i etničke manjine.
Prema Lisabonskom ugovoru, raspodjela mjesta u Parlamentu dodjeljuje se svakoj državi ovisno o broju stanovnika, a maksimalan broj zastupnika određuje se na 751. Međutim, pošto predsjednik Europskog parlamenta nema pravo glasa dok obnaša tu funkciju maksimalni broj zastupnika s pravom glasa ograničen je na 750. Od 1. veljače 2020. u Europskom parlamentu zasjeda 705 zastupnika (uključujući predsjednika Parlamenta), što je posljedica napuštanja zastupnika iz Ujedinjenog Kraljevstva iz EU.
Pojedina država članica može imati najviše 96 mjesta i najmanje 6 mjesta u Parlamentu, a mjesta se raspodjeljuju prema "degresivnoj proporcionalnosti ", tj. što je država veća, to je više građana potrebno da jedan zastupnik bude izabran. Taj je mehanizam osmišljen da favorizira zastupljenost malih zemalja, tako primjerice malteški i luksemburški glasači imaju otprilike 10 puta veći utjecaj po biraču od građana šest velikih zemalja.
Njemačka sa svojih 80,9 milijuna stanovnika ima 96 zastupničkih mjesta (prije 99), dakle jedno mjesto svakih 843 000 stanovnika. Malta s 400 000 stanovnika ima 6 zastupničkih mjesta što iznosi 70 000 stanovnika po zastupniku.
| Država članica | Broj zastupnika |  | Država članica | Broj zastupnika |
| Njemačka       | 96              |  | Austrija       | 19              |
| Francuska      | 79              |  | Bugarska       | 17              |
| Italija        | 76              |  | Finska         | 14              |
| Španjolska     | 59              |  | Danska         | 14              |
| Poljska        | 52              |  | Slovačka       | 14              |
| Rumunjska      | 33              |  | Irska          | 13              |
| Nizozemska     | 29              |  | Hrvatska       | 12              |
| Belgija        | 21              |  | Litva          | 11              |
| Češka          | 21              |  | Latvija        | 8               |
| Mađarska       | 21              |  | Slovenija      | 8               |
| Portugal       | 21              |  | Estonija       | 7               |
| Grčka          | 21              |  | Luksemburg     | 6               |
| Švedska        | 21              |  | Cipar          | 6               |
|                |                 |  | Malta          | 6               |

Stupanjem na snagu novih pravila dodjele zastupničkih mjesta Lisabonskim ugovorom došlo je do revizije u dodjeli broja mjesta svakoj državi članici i uvela se obaveza da se bilo koja promjena u broju zastupničkih mjesta mora provesti puno prije parlamentarnih izbora, što je imalo za cilj izbjegavanje političke trgovine u trenutku revizije broja zastupnika kao posljedica demografskih promjena.
Sukladno raspodjeli zastupničkih mjesta formiraju se izborne jedinice. U četiri države članice EU (Belgiji, Irskoj, Italiji i Poljskoj) nacionalni je teritorij podijeljen u niz izbornih jedinica, dok u preostalim državama članicama cijela država čini jednu izbornu jedinicu.
Ne postoji jedinstveni izborni sustav za izbor članova Europskog parlamenta, već je svaka država članica slobodna izabrati vlastiti sustav, uz poštovanje tri uvjeta propisanih Odlukom Vijeća (2002/772/EC):
- izborni sustav mora primjenjivati sustav razmjernog predstavništva,  bilo putem izbornih lista ili putem sustava prijenosa glasa.
- izborno područje mora biti podjeljeno na izborne jedinice, na način koje neće utjecati na sustav razmjernog predstavništva.
- izborni prag na nacionalnoj razini mora iznositi 5 %.

Od 26. rujna 2005. godine pa do ulaska u EU 1. siječnja 2007. Bugarska i Rumunjska imale su status promatrača, kao zemlje kandidati za ulazak u EU. Promatrači mogu sudjelovati u raspravama, međutim ne mogu glasovati niti vrši neke druge zadaće.

### Prijelazne odredbe
Zbog kašnjenja s ratifikacijom Lisabonskog ugovora, sedmi je saziv Europskog parlamenta izabran po odredbama Ugovora iz Nice. Manja izmjena i dopuna Lisabonskog ugovora ratificirana je 29. studenog 2011. Ovim su amandmanom uvedene prijelazne odredbe kojima se broj zastupnika u Europskom parlamentu povećava za 18 s obavezom da budu izabrani ili imenovani prije izbora 2014. godine. Prema reformama Lisabonskog ugovora, Njemačka je jedina smanjila broj zastupnika s 99 na 96, međutim, ta mjesta nisu uklonjena do izbora 2014. godine.

### Plaće i troškovi
Prije 2009. godine zastupnici su primali istu plaću kao i zastupnici vlastitih nacionalnih parlamenata, ali od 2009. nakon višegodišnjih pokušaja stupio je na snagu novi statut koji je svim zastupnicima garantirao jednaku mjesečnu naknadu u iznosu od 8.484,05 eura (u 2016. godini). Zastupnička plaća se oporezuje na razini Europske unije i može se oporezivati i na nacionalnoj razini ovisno o zakonodavstvu države članice. Zastupnici u Europskom parlamentu imaju pravo na mirovinu s navršenom 63. godinom života i isplaćuje ju Parlament. Eurozastupnici imaju pravo i na naknade za uredske troškove i na naknadu dokazanih putnih troškova. Uz plaću, zastupnici imaju i brojne povlastice i diplomatski imunitet. Kako bi osigurale slobodno putovanje u Parlament, države članice daju vlastitim zastupnicima olakšice prilikom putovanja u inozemstvo, a vlade drugih država članica imaju status stranih predstavnika u posjetu. Kada su u svojoj državi, eurozastupnici uživaju jednaki imunitet kao i nacionalni parlamentarni zastupnici, a u drugim državama garantiran im je imunitet od pritvora i pravnih postupaka. Međutim, imunitet ne može dodijeljen ako se utvrdi da je zastupnik počinio kazneno djelo, a Parlament također ima pravo oduzimanja imuniteta vlastitim zastupnicima.

### Klubovi zastupnika
| Klub | Klub                    | Predsjednik                    | Broj zastupnika | Broj zastupnika           |
| ---- | ----------------------- | ------------------------------ | --------------- | ------------------------- |
|      | Pučani                  | Manfred Weber                  | 175             |                           |
|      | Socijaldemokrati        | Iratxe García                  | 148             |                           |
|      | Liberali                | Stéphane Séjourné              | 97              |                           |
|      | Nacionalistička desnica | Marco Zanni                    | 76              |                           |
|      | Zeleni/EFA              | Ska Keller                     | 68              |                           |
|      | Konzervativci           | Raffaele Fitto Ryszard Legutko | 61              |                           |
|      | GUE/NGL                 | Manon Aubry Martin Schirdewan  | 39              |                           |
|      | Nezavisni               | Nezavisni zastupnici           | 41              | Izvor: Europski parlament |

Zastupnici u Europskom parlamentu udruženi su u osam klubova zastupnika i trideset nezavisnih zastupnika koje se u žargonu naziva "neiskreni". Dva najveća kluba su klub Europske pučke stranke i Progresivni savez socijalista i demokrata. Te dvije skupine dominiraju Parlamentom još od njegovog osnutka i u svakom su sazivu kontrolirale oko 50 do 70 posto zastupničkih mjesta. Niti jedan klub zastupnika nikada nije imao natpolovičnu većinu u Parlamentu.
Klubovi se uglavnom temelje na jednoj europskoj političkoj stranci poput Europske pučke stranke, ali mogu biti sastavljeni od više europskih i nacionalnih stranaka kao i nezavisnih zastupnika koju svi zajedno čine jedan klub poput liberalne skupine. Svaki od klubova određuje svoj unutarnji ustroj imenovanjem predsjednika, predsjedništva i tajništva kluba. Za formiranje kluba zastupnika i njegovo priznavanje u Europskom parlamentu potrebno je najmanje 25 zastupnika iz sedam različitih zemalja. Nakon formalnog priznanja, klubovi imaju pravo od Parlamenta zatražiti isplatu financijskih subvencija i imaju zajamčena mjesta u parlamentarnim odborima, što je jak poticaj za formiranje klubova.

### Velika koalicija
S obzirom na to da Parlament ne formira vladu u tradicionalnom smislu sustava parlamentarne demokracije, njegova se politika razvijala više na konsenzualnoj liniji, a ne na većinskoj vladavini konkurentskih stranaka i koalicija. Zapravo, većim dijelom svog života dominirala je velika koalicija Europske pučke stranke i Partije europskih socijalista. Dvije najveće stranke nastoje surađivati kako bi pronašle kompromis što često dovodi do prijedloga koja dobiju vrlo veliku većinsku podršku. Međutim, ove stranke ponekad ne postignu kompromis, pa svaka od njih pokuša izgraditi ad hoc većinu s manjim strankama u Parlamentu, primjerice EPP s drugim skupinama desnog političkog spektra, a PES s lijevim klubovima ili klubovima lijevog centra. U tim situacijama centristički klub liberala (danas Renew Europe) postaje ključan za donošenje odlika jer ima ulogu jezičca na vagi. U nekim prilikama došlo je do oštrih političkih podjela dvaju klubova koji obično formiraju veliku koaliciju, primjerice kod ostavke Santerove komisije.
Kada su se pojavile prve optužbe protiv Santerove komisije, bile su prvenstveno usmjerene protiv Édith Cresson i Manuela Marína, obojice članova Partije europskih socijalista. Kad je Parlament razmatrao odbijanje izglasavanja proračuna Europske zajednice, predsjednik Jacques Santer izjavio je da bi glasanje protiv proračuna bilo ravno glasanju o nepovjerenju. Skupina socijalista podržala je Komisiju i to je pitanje smatrala pokušajem EPP-a da diskreditira njihovu stranku uoči izbora 1999. godine. Tadašnja čelnica Europskih socijalista, eurozastupnica Pauline Green, pokušala je progurati izglasavanje proračuna dok se EPP tome protivila i iznijela niz protuprijedloga. U tom su razdoblju dvije stranke funkcionirale sličnom dinamikom kao klasična parlamentarna vlast i oporba. Socijalisti podržavali izvršnu vlast komisije, a EPP je odbacila prethodnu koalicijsku suradnju i zagovarala je nepovjerenje Komisiji. Udaljavanje dviju najvećih klubova u Europskom parlamentu se povećava i postaje sve češće, te je 2007. godine Simon Hix iz London School of Economics primijetio da:

### Izbori
Izbori za Europski parlament održavali su se izravno u svakoj državi članici svakih pet godina od 1979. godine, stoga je ukupno održano devet izbora. U slučaju da se nova država pridruži Europskoj uniji, u pravilu se održe dopunski izbori za biranje njihovih predstavnika u Parlament. To se dogodilo šest puta, posljednji put kada se Hrvatska pridružila 2013. godine. Izbori se odvijaju u četiri dana prema pravilima država članica, a osim pravila da moraju biti prema proporcionalnom sustavu, detalje izbornog sustava bira država članica. Države članice odlučuju o podjeli vlastitog teritorija na podnacionalne izborne jedinice. Većina država članica odlučila se na model da cijeli teritorij države predstavlja jednu izbornu jedinicu, no neke države, poput Irske, Belgije ili Poljske, podijelile su svoj teritorij na podnacionalne izborne regije. Mjesta u Europskom parlamentu dodjeljuju se državama članicama razmjerno njihovom stanovništvu, no od 2014. uvedeno je pravilo da niti jedna država nema više od 96 ili manje od 6, zastupnika u Parlamentu čime se favoriziraju male države članice i ograničava moć velikih država.
Najnoviji izbori za Europski parlament na razini cijele Unije bili su Europski izbori 2019., održani od 23. do 26. svibnja 2019. Bili su to najveći simultani transnacionalni izbori ikad održani bilo gdje u svijetu. Prvo zasjedanje devetog parlamenta započelo je 2. srpnja 2019.
Europske političke stranke imaju ekskluzivno pravo na organiziranje predizborne kampanje za trajanja europskih izbora (za razliku od pripadajućih skupina u Europskom parlamentu). Na posljednjim je izborima iznesen niz prijedloga u privlačenja pozornosti javnosti i povećanja izlaznosti. Jedna od takvih inovacija na izborima 2014. bila je inicijativa da paneuropske političke stranke predlažu "kandidate" za predsjednika Europske komisije, takozvane Spitzenkandidaten (njemački, "vodeći kandidati" ili "glavni kandidati"). Međutim, upravljanje Europskom unijom temelji se na kombinaciji međuvladinih i nadnacionalnih obilježja: predsjednika Europske komisije imenuje Europsko vijeće koje predstavlja vlade država članica i za njih ne postoji obveza nominiranja vodećeg "kandidata". Lisabonski ugovor samo spominje da bi oni trebali uzimati u obzir rezultati izbora prilikom odabira koga će se nominirati. Takozvani Spitzenkandidaten  bili su Jean-Claude Juncker ka predstavnik Europske pučke stranke, Martin Schulz na čelu stranke europskih socijalista, Guy Verhofstadt na čelu Saveza liberala i demokrata za Europu stranke, Ska Keller i José Bove solidarno za Europsku stranku zelenih i Alexis Tsipras za Stranku europske ljevice.
Izlaznost je od prvih izbora 1999. svake godine postupno padala, te je do 2019. bila ispod 50%. Godine 2007. Bugarska i Rumunjska izabrale su svoje članove Europskog parlamenta na dopunskim izborima, nakon što su početkom 2007. pristupile kao punopravne članice. Bugarski i rumunjski izbori zabilježili su dvije najniže izlaznosti za europske izbore u povijesti Europske unije, samo 28,6% odnosno 28,3%. Ovaj je negativni trend prekinut na izborima 2019. godine, kada se odaziv povećao za 8% u cijeloj EU, popevši se na 50,6%, što je najviši postotak još od 1994. godine.
U Engleskoj, Škotskoj i Walesu, izbori za Europski parlament prvotno su održani prema većinskom izbornom sustavu. Godine 1999. sustav je promijenjen u oblik proporcionalnog sustava gdje se velika skupina kandidata kandidira za mjesto unutar vrlo velike regionalne izborne jedinice. Prema tom sustavu moguće je glasati za stranku, ali ne izravno za kandidata (osim ako ta stranka ima jedinstvenog kandidata).

## Predsjednik parlamenta
Predsjednik je u osnovi glasnogovornik Parlamenta i predsjedava plenarnom sjednicom dok je ona u zasjedanju. Potpis predsjednika potreban je za sve zakonske akte donesene zajedničkom odlukom, uključujući i proračun Europske Unije. Predsjednik je također osoba koja predstavlja Parlament u odnosu na vanjske institucije i političke subjekte unutar i izvan Europske Unije i odgovoran je za pravna pitanja, te za primjenu pravila poslovnika. Bira se na razdoblje od dvije i pol godine, što znači dva izbora po jednom parlamentarnom mandatu. Predsjednica Europskog parlamenta je Roberta Metsola (EPP), koja je preuzela dužnost nakon iznenadne smrti Davida Sassolija.
U većini zemalja prema protokolu predsjednik države ima prednost nad drugim položajima, međutim, u EU Parlament je naveden kao prva institucija, stoga protokol njegovog predsjednika dolazi prije bilo kojeg drugog europskog ili nacionalnog protokola. Darovi dani brojnim uglednicima u službenoj posjeti ovise o predsjedniku.
Na položaju Predsjednika Europskog parlamenta bili su mnogi ugledni europski političari. Prvi predsjednik bio je europarlamentarni zastupnik Paul-Henri Spaak, jedan od očeva osnivača Unije. Među ostalim osnivačima su europarlamentarac Alcide de Gasperi i europarlamentarac Robert Schuman. Dvije predsjednice Parlamenta bile su europarlamentarka Simone Veil 1979. (prva predsjednica izabranog parlamenta) i Nicole Fontaine europarlamentarka 1999., obje Francuskinje. Bivši poljski premijer i jedan od pripadnika pokreta Solidarnosc Jerzy Buzek bio je prvi istočno-srednjoeuropski predsjednik Europskog parlamenta i jedan od najistaknutijih političara koji se doprinio rušenju komunizma u istočnom bloku.
Tijekom izbora novog predsjednika, prethodni predsjednik (ili, ako nije u mogućnosti, jedan od prethodnih potpredsjednika) predsjedava Parlamentom. Prije 2009. najstariji član ispunjavao je tu ulogu, ali pravilo je promijenjeno kako bi se spriječilo da francuski europarlamentarni zastupnik krajnje desnice Jean-Marie Le Pen preuzme položaj.
Podređeni predsjedniku je 14 potpredsjednika koji predsjedavaju raspravama kada predsjednik nije u dvorani Parlamenta. Osim njih, postoji i niz drugih tijela odgovornih za vođenje parlamenta. Dva su glavna tijela Ured Europskog parlamenta, koji je odgovoran za proračunska i administrativna pitanja, i Konferencija predsjednika, upravljačko tijelo kojeg čine predsjednici svake od parlamentarnih političkih skupina. Pet kvestora ima ulogu zaštite financijskih i administrativnih interesa članova.

## Godišnji troškovi
Prema mrežnoj stranici Europskog parlamenta, godišnji proračun Parlamenta za 2016. iznosio je 1,838 milijardi eura. Glavne kategorije troškova bile su:
- 34% troškovi osoblja, tumača i prijevoda
- 24% informacijska politika, IT, telekomunikacije
- 23% plaće, troškovi, putovanje, uredi i osoblje zastupnika u Europskom parlamentu
- 13% najam i održavanje građevina
- 6% aktivnosti političkih skupina

Prema studiji Europskog parlamenta pripremljenoj 2013., sjedište u Strasbourgu povećava trošak za dodatnih 103 milijuna eura zbog održavanja sjednica na više od jednog mjesta, a prema Revizorskom sudu dodatnih 5 milijuna eura odnosi se na putne troškove uzrokovane održavanjem dva mjesta zasjedanja. Za usporedbu, procjenjuje se da će njemački donji dom parlamenta (Bundestag), koji broji 709 članova, za 2018. godinu koštati 517 milijuna eura. Britanski Donji dom s 650 zastupnika prijavio je ukupne godišnje troškove u razdoblju 2016. – 2017. od 249 milijuna funti (279 milijuna eura). Prema The Economistu, Europski parlament košta više nego britanski, francuski i njemački parlament zajedno. Procjenjuje se da se četvrtina troškova odnosi na troškove prevođenja i tumačenja (oko 460 milijuna eura).  Europski zastupnici su 2. srpnja 2018. odbili prijedloge za pooštravanje pravila oko Opće naknade za izdatak (GEA), što je "kontroverzno plaćanje 4 416 eura mjesečno koje se zastupnicima daje za pokrivanje uredskih i drugih troškova, ali od njih se ne traži pružiti bilo kakve dokaze o trošenju novca ".

## Nagrade

### Nagrada Saharov
Nagradom Saharov za slobodu misli, uspostavljenom 1998., Europski parlament nagrađuje pojedince koji doprinose promicanju ljudskih prava širom svijeta, podižući tako svijest o njihovom kršenju. Nagrađuje se zaštita ljudskih prava i temeljnih sloboda, s posebnim naglaskom na slobodu izražavanja; zaštita manjinskih prava; poštovanje međunarodnog prava i razvoj demokracije i autentične vladavine zakona.

### Europska nagrada za mlade Karla Velikog
Europska nagrada za mlade Karla Velikog želi potaknuti sudjelovanje mladih u procesu europske integracije. Dodjeljuju ga Europski parlament i Zaklada Međunarodne nagrade Karla Velikog iz Aachena projektima za mlade usmjerenim na njegovanje zajedničkog europskog identiteta i europskog građanstva.

### Europska nagrada za građane
Nagradu europskog građanina Europski parlament dodjeljuje aktivnostima koje provode građani i udruge za promicanje integracije među građanima država članica EU i projekte transnacionalne suradnje u EU.

### Nagrada LUX
Od 2007. godine, Europski parlament dodjeljuje Nagradu LUX filmovima koji se bave aktualnim temama od javnog europskog interesa i koji potiču promišljanje o Europi i njezinoj budućnosti. S vremenom je Nagrada LUX postala prestižnom kino nagradom koja promiče europski film i produkciju i izvan EU.

### Novinarska nagrada Daphne Caruana Galizia
Od 2021. godine Europski parlament dodjeljuje nagradu za novinarstvo Daphne Caruana Galizia za izvanredno novinarstvo koje odražava vrijednosti EU-a. Nagradu čini novčani iznos od 20.000 eura, a prvi dobitnik bit će objavljen u listopadu 2021. godine. Ova je nagrada dobila ime po pokojnoj novinarki Daphne Caruani Galizii ubijenoj na Malti 16. listopada 2017.

## Sjedište Europskog parlamenta
Sjedišta Parlamenta nalaze se u tri različita grada i brojnim zgradama. Prema Amsterdamskom ugovoru Europski je parlament obavezan održati najmanje dvanaest plenarnih zasjedanja u službenom sjedištu u Strasbourgu (od kojih nijedno u kolovozu, ali dva u rujnu), dok se izvanredna zasjedanja, kao i sastanci odbora, održavaju u Bruxellesu. Glavno tajništvo Europskog parlamenta nalazi se u gradu Luxembourgu. Europski parlament jedan je od dva parlamenta u svijetu s više od jednog sjedišta (drugo je Tynwald, parlament otoka Man) i jedan od rijetkih koji nema moć odlučivanja o svom sjedištu.
Sjedište u Strasbourgu smatra se simbolom pomirenja Francuske i Njemačke, pošto je regija Strasbourg u prošlosti bila poprištem žestokih borbi dviju zemalja. Međutim, u posljednje vrijeme sve su glasnije kritike posjedovanja dvaju sjedišta zbog povećanih financijskih troškova i neugodnosti prilikom prijevoza materijala i premještanja zastupnika. Iako je Strasbourg njegovo službeno sjedište kao i sjedište i Vijeća Europe, gotovo sve druge institucije EU-a nalaze se u Bruxellesu gdje se odvija većina radova Parlamenta. Kritičari su ovakvo rješenje s dva sjedišta opisali kao "putujući cirkus" i sve više raste politički pritisak da Bruxelles postane jedino sjedište, pošto su tamo smještene ostale političke institucije (Komisija, Vijeće i Europsko vijeće), pa se stoga Bruxelles i tretira kao "glavni grad" EU. Ova je inicijativa dobila snažnu potporu brojnih ličnosti, primjerice prve potpredsjednice Komisije od 2004. do 2010. godine Margot Wallström, koja je izjavila da je "nešto što je nekad bilo vrlo pozitivan simbol ponovnog ujedinjenja Francuske i Njemačke postalo negativnim simbolom rasipanja novca, bujanja birokracije i ludila briselskih institucija ". Studija koju su naručili europarlamentarci Jean Lambert i Caroline Lucas iz Europske stranke zelenih analizirala je financijske troškove i troškove zaštite okoliša i dokazala je da je dodatni trošak održavanja dvaju sjedišta oko 200 milijuna eura godišnje i da se pritom oslobađa 20 268 tona dodatnog ugljikovog dioksida, što dovodi u pitanje proklamirani stav institucije i cijele Europske unije prema zaštiti okoliša. Kampanju dodatno podupire internetska peticija europarlamentarke Cecilie Malmström koja je već dobila milijunsku podršku. U kolovozu 2014., studija Europskog revizorskog suda izračunala je da bi se preseljenjem sjedišta Europskog parlamenta iz Strasbourga u Bruxelles uštedjelo 113,8 milijuna eura godišnje. Godine 2006. zabilježene su nepravilnosti u određivanju cijena koje je grad Strasbourg odredio kao iznos najma zgrada Europskom parlamentu, što je dodatno ojačalo političku poziciju zagovornika premještanja sjedišta u Bruxelles.
Većina članova Europskog parlamenta preferira Bruxelles kao jedinstveno sjedište. Anketa provedena među zastupnicima Europskog parlamenta pokazala je da 89 % ispitanika želi da Parlament ima samo jedno sjedište, a 81 % preferira Bruxelles. Drugo istraživanje provedeno iste godine utvrdilo je 68% podrške među zastupnicima. Na službenom glasovanju u srpnju 2011. apsolutna većina zastupnika u Europskom parlamentu glasala je za uspostavu jedinstvenog sjedišta. Početkom 2011. Parlament je izglasao ukidanje jednog od zasjedanja u Strasbourgu zamijenivši ga održavanjem dva zasjedanja u Bruxellesu u jednom tjednu. Tadašnji gradonačelnik Strasbourga Roland Ries| oštro je kritizirao takvu odluku i reagirao izjavom "mi ćemo uzvratiti udarac tako što ćemo protivničku snagu preokrenuti u vlastitu korist, kao što bi to učinio borac džuda". Međutim, pošto su sjedišta Parlamenta utvrđena ugovorima, Europsko vijeće ga može promijeniti samo jednoglasno, što znači da bi Francuska mogla uložiti veto na pokušaj izglasavanja takve odluke. Bivši francuski predsjednik Nicolas Sarkozy izjavio je da o sjedištu u Strasbourgu "nema pregovora" te da Francuska ne namjerava predati jedinu instituciju EU-a na francuskom tlu. S obzirom na deklariranu namjeru Francuske da uloži veto na svaku odluku preseljenja u Bruxelles, neki su zastupnici čak predlagali građanski neposluh odbijanjem sudjelovanja u mjesečnom preseljenju u Strasbourg.

## Vanjske poveznice

### Sestrinski projekti
|  | Zajednički poslužitelj ima stranicu o temi Europski parlament    |
|  | Zajednički poslužitelj ima još gradiva o temi Europski parlament |

### Mrežno sjedište
- Europski parlament